# Портрет Петра Яковлевича Корнилова
«Портрет Петра Яковлевича Корнилова» — картина Джорджа Доу и его мастерской, из Военной галереи Зимнего дворца.
Картина представляет собой погрудный портрет генерал-майора Петра Яковлевича Корнилова из состава Военной галереи Зимнего дворца.
К началу Отечественной войны 1812 года генерал-майор Корнилов был шефом 28-го егерского полка в 3-й Обсервационной армии. Отличился в сражениях при Кобрине, Городечно и на Березине. Во время Заграничных походов 1813 и 1814 годов отличился при осаде Торна и в сражении при Бауцене, начиная со сражения на реке Кацбах он командовал 15-й пехотной дивизией и далее блестяще проявил себя в сражениях при Лейпциге, Бриенн-ле-Шато, Ла-Ротьере.
Изображён в генеральском мундире, введённом для пехотных генералов 7 мая 1817 года. Слева на груди звезда ордена Св. Анны 1-й степени с алмазами; на шее крест ордена Св. Георгия 3-го класса; по борту мундира кресты орденов Св. Владимира 2-й степени, Св. Иоанна Иерусалимского и прусского Красного орла 2-й степени; справа на груди серебряная медаль «В память Отечественной войны 1812 года» на Андреевской ленте, бронзовая дворянская медаль «В память Отечественной войны 1812 года» на Владимирской ленте, крест шведского Военного ордена Меча 4-й степени и звезда ордена Св. Владимира 2-й степени и шитая звезда ордена Св. Иоанна Иерусалимского. Подпись на раме с ошибкой в фамилии: П. Я. Карниловъ 1й, Генералъ Маiоръ.
7 августа 1820 года Комитетом Главного штаба по аттестации Корнилов был включён в список «генералов, заслуживающих быть написанными в галерею». Сам Корнилов в это время уже был генерал-лейтенантом и командовал 19-й пехотной дивизией в Киевской губернии, постоянно проживая в Умани. Известно, что в Санкт-Петербург он приезжал в начале февраля 1821 года и, вероятно, тогда и встретился с Доу для позирования. Гонорар Доу был выплачен 20 апреля 1821 года. Готовый портрет поступил в Эрмитаж 7 сентября 1825 года.
В 1840-е годы с галерейного портрета была сделана литография мастерской П. Петита с рисунка В. Долле, опубликованная в книге «Император Александр I и его сподвижники» и впоследствии неоднократно репродуцированная. В части тиража была напечатана другая, неподписанная литография с этого портрета, выполненная в мастерской И. П. Песоцкого и отличающаяся мелкими деталями.